# Protaetia regalis
Protaetia regalis är en skalbaggsart som beskrevs av Blanchard 1842. Protaetia regalis ingår i släktet Protaetia och familjen Cetoniidae. Inga underarter finns listade i Catalogue of Life.